# Den svarta ön

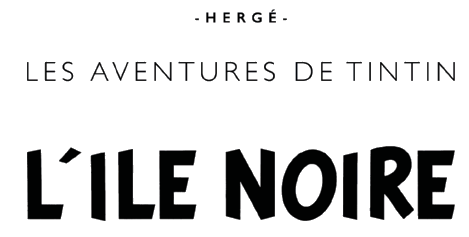

Den svarta ön, fransk originaltitel: L'Île Noire, är det sjunde i en serie klassiska seriealbum, skrivna och illustrerade av belgaren Hergé, vars huvudperson är den unge reportern Tintin.
Publicerad som svartvit följetong i Le Petit Vingtième 15 april 1937–16 juni 1938 och utgivet som album av Casterman 1938. Färglagd utan egentliga ändringar 1943, helt omtecknad 1965–66. Den sistnämnda versionen översattes 1968 för första gången till svenska och gavs ut av Illustrationsförlaget som Tintin-album nummer 15. Den färglagda versionen från 1943 kom ut på svenska 1988.

## Synopsis
Handlingen börjar med att Tintin är ute på en fridsam promenad med Milou. Men den sköna stämningen varar inte länge. När ett oregistrerat flygplan med motorstopp landar gör Tintin sitt för att hjälpa, men han blir skjuten och hamnar på sjukhus. Dupondtarna kommer för att informera Tintin om en flygolycka i Eastbury i Sussex, England. Tintin lämnar därför sjukhuset och tar ett tåg till London tillsammans med Dupondtarna. Men det är knappast någon fredlig resa. Tintin somnar, och någon drar i nödbromsen. Tintin ser hur mannen försöker smita och jagar honom, men kommer inte långt. Konduktören tror att Tintin försöker smita, och griper honom. Men det är inte nog för de som försöker röja undan Tintin. De säger också att han har slagit ner en kamrat och rånat honom, och i Tintins fickor hittar man en batong och mannens plånbok. Dupondtarna arresterar Tintin, men med hjälp av Milou så kan Tintin smita, men inte förrän han har satt handbojorna på Dupondtarna.
Vad som följer är en komisk jakt av Tintin, men Dupondtarna hinner inte upp Tintin, och han lyckas ta färjan över Engelska kanalen. Väl där tar han en taxi till Eastbury, men på vägen blir taxin stoppad och Tintin bortrövad av skurken som låtsades bli överfallen, Wronzoff, och hans kumpaner. Skurkarna försöker sedan tvinga Tintin att hoppa nedför en klippa, men Milou lyckas rädda Tintin med hjälp av en getabock. Tintin promenerar den sista biten till Eastbury, där han hittar det kraschade planet. Nära intill hittar Milou en flygjacka, och ett ben. I flygjackan hittar Tintin pappersbitar, och när han pusslar ihop dem får han: "Eastbury Sussex Müller 3f r Triangel 24 - 1h". Tintin fortsätter, och råkar komma förbi Doktor Müllers villa. Han smyger in, men blir åter tagen tillfånga. Han lyckas dock göra sig fri, och barrikaderar sig i ett rum. Men huset börjar brinna och en flaska kloroform blir sönderskjuten, så Tintin svimmar. När brandkåren kommer så försöker Müller stoppa dem och smiter, men Tintin räddas. Han kommer tillbaka nästa natt, men det gör också Müller. Ett flygplan åker över och släpper ner säckar med förfalskade sedlar. Tintin lyckas fånga Müller, men han flyr. Tintin tar upp jakten.
Efter en lång jakt med bil, tåg och flygplan kommer Tintin till den lilla byn Kiltoch i Skottland. Utanför byn finns ett slott på en ö, som också kallas Den svarta ön. Alla i byn är rädda för ön, eftersom de tror att det spökar där. Men Tintin blir inte rädd, och han tar sig dit. Väl på ön stöter han på en stor gorilla kallad Ranko. Ranko tillhör falskmyntarsyndikatet, och Tintin blir jagad in i ett hål i berget, men hållet fylls av tidvattnet. När Tintin tror att allt är slut så hittar Milou en utväg, som leder till ett rum med tryckpressar. Tintin överraskar delar av syndikatet, och kallar på polisen. Men ligan tar sig loss tack vare Wronzoff, och jagar Tintin upp för ett torn. När det ser ut som att det är slut på Tintin kommer polisen, tillsammans med Dupondtarna, till räddning, och allt slutar gott.

## Tre svarta öar
Den svarta ön är ett unikt Tintin-album eftersom det existerar i tre versioner. Dels finns det svartvita originalet från 1938 och en färglagd version från 1943. Men när albumet skulle ges ut i Storbritannien på 1960-talet så ville man att Hergé skulle modernisera det, eftersom man tyckte att det skildrade händelser som utspelar sig i England på ett föråldrat sätt, som exempelvis scenen med brandkårsutryckningen. Hergé gick med på det och skickade sin medarbetare Bob de Moor till Storbritannien för att göra skisser. Resultatet blev ett helt nytecknat album som gavs ut 1966. Noterbart är att Hergé följer sitt originalmanus minutiöst, och att ändringarna enbart gäller moderniseringar och direkta felaktigheter. Alla tre versionerna har getts ut på svenska.

## Skotsk whisky
När Hergé skulle teckna om Den svarta ön inför utgivningen på de brittiska öarna 1965–1966, behövdes ett fiktivt whiskymärke. I tidigare versioner av detta äventyr hade man valt Johnnie Walker. Men nu behövde man hitta på någonting nytt. Tecknarstudion hittade då på Loch Lomond, kanske efter namnet på Storbritanniens största sjö. Senare visade det sig att det faktiskt finns en whiskysort som heter Loch Lomond.

## Övrigt
- I den svartvita versionen från 1938 och den färglagda versionen från 1943 dricker Milou Johnnie Walker, inte Loch Lomond som förekommer i 1960-talsversionen och senare Tintinalbum.
- Handlingen i Den svarta ön påminner väldigt mycket om handlingen i Alfred Hitchcocks De 39 stegen från 1935. Detta är ingen slump då Hergé var mycket intresserad av film i allmänhet och Hitchcocks filmer i synnerhet. Hergé har själv i en intervju berättat att han hämtat inspiration från just denna film.
- Tornet på ön Île d'Or i södra Frankrike nära staden Saint-Raphaël inspirerade Hergé i arbetet med Den svarta ön.